# Franz Ferdinand (álbum)
Franz Ferdinand es el álbum debut de la banda escocesa de Indie Rock, Franz Ferdinand, lanzado a principios del 2004. Entró en las listas de Reino Unido en el número 3 en febrero de 2004 y contiene tres sencillos que estuvieron en la lista de los 10 más populares en Reino Unido: "Take Me Out", "This Fire" (en las listas de descarga) y "The Dark of the Matinée" (a veces llamada simplemente "Matinée"). Franz Ferdinand ganó en el 2004 el Mercury Music Prize. El álbum ha vendido 3.6 millones de copias desde su lanzamiento. Este disco ha sido grabado con un sello de seguridad en algunas regiones.

## Posiciones en las listas
El álbum entró en las listas de Reino Unido en el número 3 en febrero de 2004 y número 12 en la lista de Australia ARIA en abril de 2004. El álbum entró en la lista de 200 discos de Billboard el 16 de abril del 2004, y subió rápidamente, llegando al puesto 32 en diciembre de 2004. Llegó al puesto 2 en la lista Heatseeker. Desde septiembre de 2004, hubo 5 diferentes singles lanzados:
- El EP "Darts of Pleasure", llegó al top 20 en Reino Unido en septiembre del 2003.
- "Take Me Out" que llegó al puesto 5 en Reino Unido, top 10 en Irlanda y número 40 en una lista europea.
- "The Dark of the Matinée" o "Matinée" que llegó al top en Reino Unido y top 30 en el World Modern Rock Charts (una combinación de las listas de Estados Unidos, Alemania, Reino Unido, Suecia, Finlandia, Canadá y Australia).
- "Michael" que llegó al top 20 en agosto de 2004.

## Recepción
Franz Ferdinand recibió una crítica universal bastante buena. La NME dijo que la banda era la última en una línea de bandas como The Beatles, The Rolling Stones, The Who, Duran Duran, Roxy Music, los Sex Pistols, Wire y Blur. El álbum obtuvo un 9 de 10 y dijeron: "Este disco es el último y más intoxicante ejemplo de una bella publicación en un camino entre feas baldosa de idolos del pop, nu metal y británicos imitando bandas americanas. Lo que estas florecientes bandas tienen en común es su convicción absoluta es que el rock n' roll es más que solo un trabajo".
La revisión de la BBC dice: "En 38 minutos, Franz Ferdinand puede no ser un álbum particular, pero es una obra maestra de lo funky, punky y lo genial desde el primer track hasta el último". Allmusic calificó al disco con 4 estrellas de cinco y dijo: "Franz Ferdinand terminó con lo que era el trabajo anterior de la banda, pero es una prueba de que siguen siendo una de las más excitantes bandas que vienen del garage-rock/post punk revival".
La revista Rolling Stone lo consideró de los mejores discos de todo el siglo XXI y es calificado como el disco que acabó por definir la música indie. NME llamó a Franz Ferdinand el mejor álbum de 2004,  y también lo puso 38.º en la Lista de los 100 Mejores Álbumes de todos los tiempos.
 Franz Ferdinand  se ha colocado en no.2 por Planet Sound en sus mejores álbumes de lista de 2004.
El álbum aparece entre la lista del libro "1001 álbumes que debes oír antes de morir".

## Lista de canciones
Todas las canciones escritas y compuestas por Alex Kapranos y Nick McCarthy excepto cuando se especifica. Voz principal por Alex Kapranos, excepto cuando se especifica. 
| N.º   | Título                                                                                        | Escritor(es)                            | Duración |  |
| 1.    | «Jacqueline»                                                                                  | Alex Kapranos, Nick McCarthy, Bob Hardy | 3:49     |  |
| 2.    | «Tell Her Tonight» (voz principal por Nick McCarthy (versos) y Alex Kapranos (coros, puente)) |                                         | 2:17     |  |
| 3.    | «Take Me Out»                                                                                 |                                         | 3:57     |  |
| 4.    | «The Dark of the Matinée»                                                                     | Alex Kapranos, Nick McCarthy, Bob Hardy | 4:03     |  |
| 5.    | «Auf Achse»                                                                                   |                                         | 4:19     |  |
| 6.    | «Cheating on You»                                                                             |                                         | 2:36     |  |
| 7.    | «This Fire»                                                                                   |                                         | 4:14     |  |
| 8.    | «Darts of Pleasure»                                                                           |                                         | 2:59     |  |
| 9.    | «Michael»                                                                                     |                                         | 3:21     |  |
| 10.   | «Come on Home»                                                                                |                                         | 3:46     |  |
| 11.   | «40'»                                                                                         |                                         | 3:24     |  |
| 38:49 |                                                                                               |                                         |          |  |

## Personal
- Alex Kapranos – guitarra principal, voz principal
- Nick McCarthy – guitarra rítmica, voces, teclados
- Bob Hardy – bajo
- Paul Thomson – batería, percusión, coros
- Andy Knowles (solo en el tour) – batería, teclados, guitarra